# شون تشيشاير
شون تشيشاير (من مواليد 16 سبتمبر 1975 في هارلينغن، تكساس) هى رياضية أمريكية بارعة ومحاربة قديمة في القوات البرية للولايات المتحدة. تنافست شون على المستوى الوطني (الولايات المتحدة) والدولي في العديد من الرياضات لذوي الاحتياجات الخاصة، بما في ذلك التجديف التكيفي، وبياثلون، وركوب الدراجات الهوائية على الطرق الترادفية، وركوب الدراجات الهوائية على المسار الترادفي.

## بداية حياتها
ولدت تشون في هارلينجن (تكساس، الولايات المتحدة الأمريكية) عام 1975، وخدم لمدة ثماني سنوات في جيش الولايات المتحدة كأخصائي في تسليح طائرات الهليكوبتر قبل أن ينتقل إلى مهنة مدنية كفنية الطوارئ الطبية. أصيبت شون بضعف البصر نتيجة لإصابة في الدماغ عام 2009 حدثت أثناء عملها كمسعفة في الجزء الخلفي من سيارة الإسعاف. بدأت شون ركوب الدراجات الترادفية في عام 2012، وحددت باعتبارها موهبة ناشئة في المعسكر التدريبي التابع لجمعية الولايات المتحدة للرياضيين المكفوفين (USABA) لعام 2012. شاركت لأول مرة دوليًا في عام 2013، في بطولة العالم للدراجات على المضمار. اختيرت شون، مع شريكتها ماكنزي وودرينغ، لتمثيل فريق الولايات المتحدة الأمريكية في سباق الوقت الترادفي للسيدات وسباق الطريق للسيدات في دورة الألعاب البارالمبية الصيفية لعام 2016 في ريو دي جانيرو.

## النتائج الرئيسية - ركوب الدراجات لذوي الاحتياجات الخاصة

### بطولة العالم للدراجات الهوائية على الطرق لذوي الاحتياجات الخاصة لعام 2017 (جنوب أفريقيا)[8][9]
- المركز السادس: سباق الطريق الترادفي سيدات. شون تشيشاير (الوقاد)، تيلا كرين (الطيار)
- السادسة، سباق الزمن الترادفي للسيدات. شون تشيشاير (الوقاد)، تيلا كرين (الطيار)

### بطولة العالم للدراجات الهوائية على الطرق لذوي الاحتياجات الخاصة لعام 2014
- المركز العاشر: سباق الطريق الترادفي سيدات. شون تشيشاير (الوقاد)، ماكينزي وودرينج (الطيار)
- السابعة، سباق الزمن الترادفي للسيدات. شون تشيزير (الوقاد)، ماكينزي وودرينج (الطيار)

### بطولة العالم للدراجات الهوائية لذوي الاحتياجات الخاصة لعام 2017
- الخامس: المطاردة الفردية الترادفية سيدات. شون تشيشاير (الوقاد)، روبن فارينا (الطيار)[10]
- الحادي عشر، ترادف سيدات مسافة 1 كم. شون تشيشاير (الوقاد)، روبن فارينا (الطيار)[10]
- الحادي عشر، التجارب الترادفية لمسافة 1 كم سيدات. شون تشيشاير (الوقاد)، ماكنزي وودرينج (الطيار)[11][12]
- السابع: المطاردة الفردية الترادفية سيدات. شون تشيشاير (الوقاد)، ماكنزي وودرينج (الطيار)[12]

### كأس العالم للطرق UCI 2013 - سيغوفيا، إسبانيا
- المركز الثالث: سباق الطريق الترادفي سيدات. شون تشيشاير (الوقاد)، جينيفر تريبليت (الطيار)[13][14]
- المركز الثامن، سباق الزمن الترادفي ب سيدات. شون تشيشاير (الوقاد)، جينيفر تريبليت (الطيار)[14]

### كأس العالم للطرق UCI 2013 - كيبيك، كندا
- المركز الخامس: سباق الطريق الترادفي سيدات. شون تشيشاير (الوقاد)، جينيفر تريبليت (الطيار)[15]

### بطولة الولايات المتحدة الأمريكية لركوب الدراجات الهوائية على الطرق 2014
- الأولى، سباق الزمن الترادفي سيدات. شون تشيشاير (الوقاد)، ماكنزي وودرينج (الطيار)[16]
- المركز الأول: سباق الطريق الترادفي سيدات. شون تشيشاير (الوقاد)، ماكينزي وودرينج (الطيار)

## الرياضات لذوي الاحتياجات الخاصة الأخرى

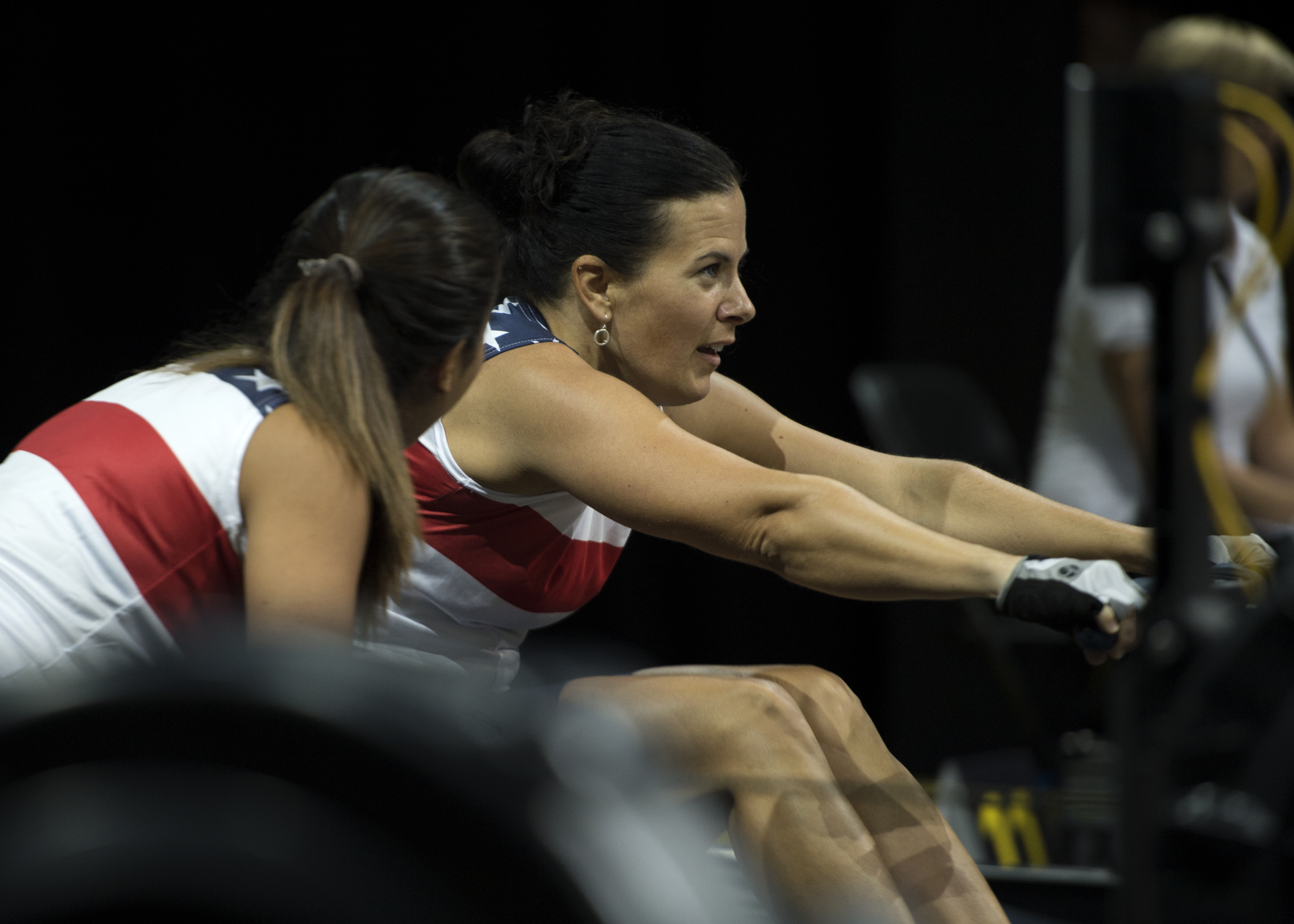
شون تشيشاير تتنافس في التجديف الداخلي في ألعاب 2014.

### التجديف الداخلي في ألعاب إنفيكتوس 2014
2014 (الافتتاحية) ألعاب إنفيكتوس (لندن، المملكة المتحدة)
- المركز الثاني، التجديف للسيدات (سباق السرعة -IR5)[17][18]

### كأس العالم للتزلج في بلدان الشمال الأوروبي التابعة للجنة البارالمبية الدولية 2013
- المركز الخامس، كأس العالم للتزلج الشمالي للسيدات[19]

### بطولة اختراق الضاحية الأمريكية للتكيف 2013
- البياتلون[20]